# Мост на Грец
Мостът на Грец или още както е познат като „Схема на Грец“ представлява токоизправител, който се състои от четири диода подредени в квадрат, като на всяка страна на квадрата има по един диод. На едната половина на квадрата, тоест двете прави линии по ъгъл 90 градуса са поставени диоди с двата задни края един срещу друг, а другата останала част на квадрата има диоди поставени един срещу друг с техните преди (непропускащи тока в обратна посока) страни. Успоредните два диода пропускат положителната вълна а другите успоредни в същото време са запушени. Поради този факт съпротивлението от анод към катод е безкрайно. През втория полупериод диодите разменят работата си, отпушените се запушват, а запушените се отпушват. Използва се кондензатор за да се изправи напрежението, защото честотата е два пъти по-голяма от входната. Кондензаторът участва в схемата като капацитивен филтър. Тоест изглажда формата на вълната или по-просто казано-изправя напрежението.